# آزادراه تهران–شمال

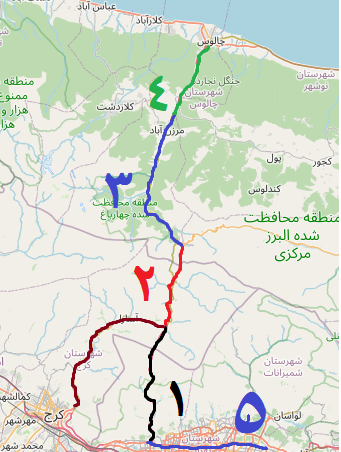
۱-منطقه یک آزادراه تهران–شمال، ۳۲ کیلومتر، تهران تا دوآب شهرستانک (در حال بهره‌برداری) ۲-منطقه دو آزادراه تهران–شمال، ۲۲ کیلومتر، دوآب شهرستانک تا پل زنگونه (در حال بهره‌برداری) ۳-منطقه سه آزادراه تهران–شمال، ۴۷ کیلومتر، پل زنگوله تا سه راهی دشت نظیر (در حال برگزاری مناقصه) ۴-منطقه چهار آزادراه تهران–شمال ۲۰ کیلومتر، سه راهی دشت نظیر تا چالوس (در حال بهره‌برداری) ۵-بزرگراه شهید همت

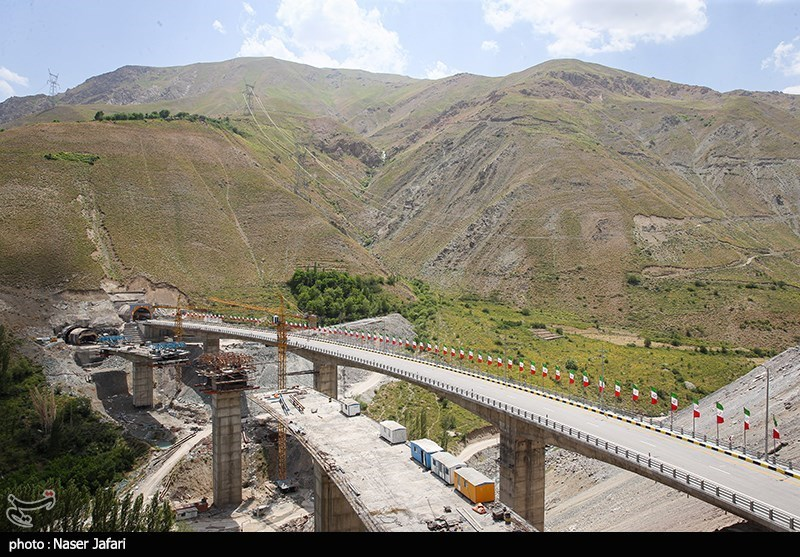
پلی از مسیر منطقه دوم آزادراه تهران شمال

آزادراه تهران–شمال یا آزادراه تهران–چالوس آزادراهی در حال ساخت و بهره‌برداری است که تهران را از بزرگراه همت به شهر چالوس و نوشهر، استان مازندران متصل می‌کند. این بزرگراه شامل چهار منطقه است که فقط منطقه ۳ آن (از خروجی تونل البرز واقع در پل زنگوله شروع و تا سه راهی دشت نظیر در شمال شهرستان مرزن آباد) در حال مناقصه می‌باشد و مابقی مناطق در حال بهره‌برداری است. زمان بهره‌برداری مناطق:
- منطقه چهار: فروردین ۱۳۹۲
- منطقه یک: اسفند ۱۳۹۸
- منطقه دو: تیر ۱۴۰۲ (جنوب به شمال)
- منطقه سه: نامعلوم

## مشخصات و پیش‌زمینه
پروژهٔ آزادراه تهران-شمال برای انجام پیوندی شتابان و ارزان میان منطقهٔ شمالی و مرکزی ایران و آسانی ارتباط با کشورهای همسایهٔ شمالی ایران، برای اجرا پیشنهاد شد. ساخت این آزادراه از سال ۱۳۷۵ آغار شد. این آزادراه، بخشی از «آزادراه سراسری شمال-جنوب» خواهد بود که کوتاه‌ترین راه ارتباطیِ دریای مازندران (بندر نوشهر) با خلیج فارس بوده و در ترانزیت منطقه نقش بزرگی خواهد داشت.

### مسیر
مسیر آزادراه از تقاطع غیر همسطح با بزرگراه شهید همت و بزرگراه آیت‌الله مهدوی کنی شروع و در امتداد دره کن، پس از گذشتن از حاشیه روستای سولقان به تدریج از منطقه کوهستانی توچال عبور کرده سپس توسط تونل بلند تالون به طول ۴۸۵۰ متر این رشته کوه را قطع نموده و در دامنه‌های شمالی آن در منطقه دو آب شهرستانک قرار می‌گیرد. از آن پس مسیر به موازات جاده قدیم کرج - چالوس امتداد می‌یابد و در دره سرهنگ وارد تونل البرز به طول ۶۴۰۰ متر شده و در پل زنگوله خارج می‌شود سپس با عبور از ارتفاعات البرز به موازات جاده قدیم کرج - چالوس تا شهر چالوس ادامه یافته و در نهایت با یک تقاطع غیر همسطح به کمربندی چالوس وصل می‌شود.

### قطعه‌های آزادراه

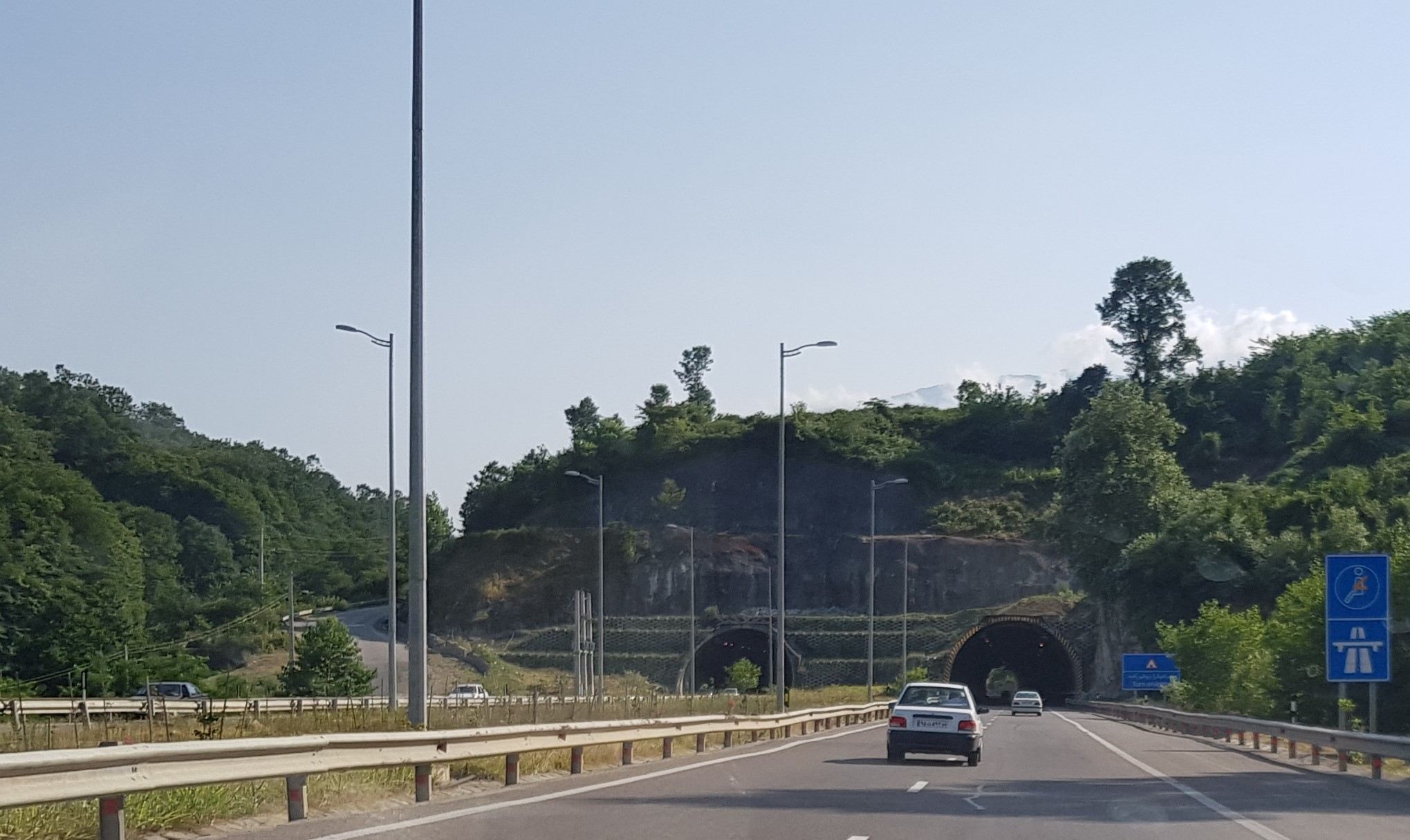
قطعه چهار آزادراه تهران-شمال

#### قطعهٔ یک آزادراه تهران-شمال
این منطقه از تقاطع بزرگراه آیت‌الله مهدوی کنی و بزرگراه شهید همت شروع و با عبور از مناطق کن، سولقان، امامزاده عقیل، تونل تالون و دره لانیز به سه‌راهی شهرستانک می‌رسد، این قسمت که طول آن تقریباً ۳۲ کیلومتر است، موجب می‌شود قسمتی از راه فعلی که از طریق کرج می‌گذرد حذف شده و مسیر حدود ۶۰ کیلومتر کوتاه‌تر شود و صرفه‌جویی قابل‌توجهی در مصرف سوخت، استهلاک و زمان مسافران را به دنبال دارد. مهم‌ترین قسمت این قطعه احداث تونل تالون به طول ۴۸۵۰ متر بوده که حفاری آن توسط چینی‌ها (شرکت STA) صورت گرفت که بعداً به دلیل تاخیرهای مکرر در اجرای پروژه و اختلافات مالی، شرکت چینی از ادامه فعالیت منع و تنها قطعات مهم در دست این شرکت باقی ماند (احداث کامل تونل ۱۱، ادامه حفاری تونل‌های ۱۳، ۱۴، ۱۵ تکمیل عملیات لاینینگ تونل تالون و احداث پل شماره شش، ۳۲۰ متری) و ادامه عملیات به هفت شرکت ایرانی (پورنام، ارسا ساختمان، شرکت دی، ناودیس راه، شرکت آباد راهان پارس، اویول و ملی ساختمان) واگذار گردید. احداث این قطعه از سال ۱۳۷۵ آغاز شد و در ۶ اسفند ۱۳۹۸ به‌طور رسمی به بهره‌برداری رسید.

#### قطعهٔ دو آزادراه تهران-شمال

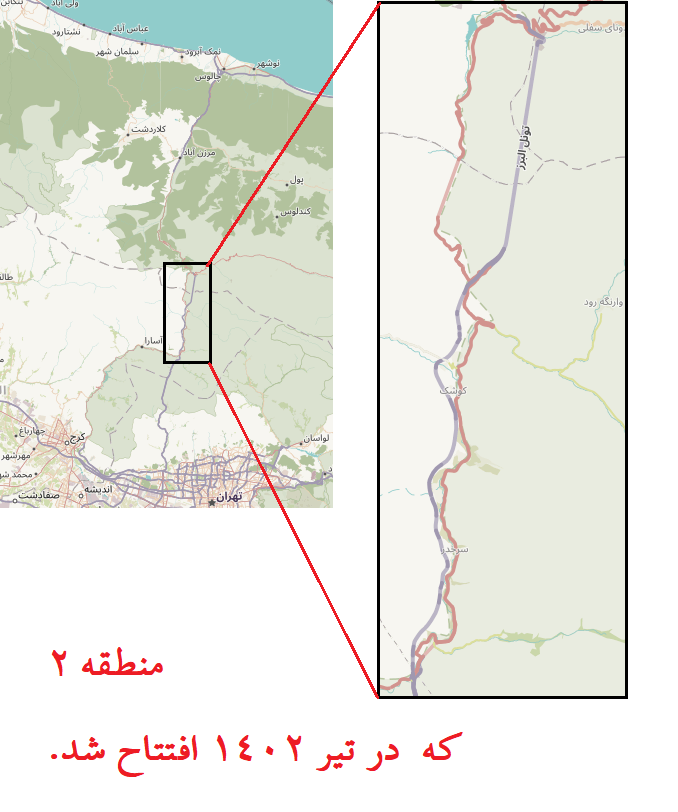
منطقه ۲ آزادراه تهران شمال که در تیر ۱۴۰۲ افتتاح شد. (تونل البرز که زیرمجموعه این منطقه است پیش تر افتتاح شده بود)

در ۲۷ خرداد ماه سال ۱۳۹۶ با حضور معاون اول رئیس‌جمهور در پایان قطعه یک آزادراه تهران – شمال، عملیات اجرایی قطعه ۲ آغاز شد. قطعه دوم این آزادراه حدفاصل دو آب شهرستانک–پل زنگوله به طول تقریبی ۲۲ کیلومتر است. تونل‌های بلند البرز هر یک به طول ۶ هزار و ۴۰۰ متر در این منطقه قرار دارد و با اجرای این قطعه طول مسیر جاده کنونی کرج - چالوس حدود پنج کیلومتر کوتاه‌تر می‌شود. عملیات عمرانی این قطعه (به غیر از تونل‌های البرز که مسیر رفت آن در ۷ مرداد ۱۴۰۰ به بهره‌برداری آزمایشی رسیدند) از سال ۱۳۹۶ آغاز شده و توسط چهار شرکت (بلند طبقه، مشارکت انصار، آباد راهان پارس و جنرال مکانیک) در حال اجرا می‌باشد و مسیر رفت این قطعه در روز ۱۵ تیر ۱۴۰۲ همزمان با عید غدیر خم با حضور سید ابراهیم رئیسی رئیس‌جمهور به بهره‌برداری رسید و مسیر برگشت نیز در حال ساخت می‌باشد که طبق پیش‌بینی‌ها تا شهریور ۱۴۰۴ تکمیل خواهد شد.

#### قطعهٔ سه آزادراه تهران-شمال
این مسیر حدفاصل پل زنگوله - سه‌راهی دشت نظیر و مرزن آباد به طول تقریبی ۵۱کیلومتر براساس مطالعات جدید است (طبق مطالعات قبلی طول این قطعه۴۷کیلومتر بوده‌است). مسیر دارای دو خط رفت و دو خط برگشت است و در قسمت‌های فراز، یک خط کندرو به مسیر اضافه می‌گردد. مطالعات مرحله اول این قسمت به پایان رسیده و مسیر به سه قطعه B3,A3 و C3 تقسیم شده و جبهه های کاری آن نیز مشخص شده است و به زودی بعد از تجهیز کارگاه، عملیات اجرایی این قطعات آغاز خواهد شد.

#### قطعهٔ چهار آزادراه تهران-شمال
قطعهٔ چهار آزادراه تهران - شمال حدفاصل سه‌راهی دشت نظیر مرزن‌آباد - چالوس به طول حدود ۲۰ کیلومتر است. مسیر دارای دو خط رفت و دو خط برگشت است و در قسمت‌های فراز، یک خط کندرو به مسیر اضافه می‌گردد. اجرای این قطعه از سال ۱۳۷۵ آغاز شد و در اسفند سال ۱۳۹۱ به‌طور آزمایشی زیر بار ترافیک رفت و در ۲۱ فروردین ۱۳۹۲ توسط رئیس‌جمهور وقت به بهره‌برداری رسمی رسید.

### ویژگی‌ها
- طول آزادراه: ۱۲۵ کیلومتر[۴]
- تکمیل کریدور شمال-جنوب و اتصال نزدیکترین بندر کشور تا پایتخت ، بندر نوشهر به مسیر آزادراهی[۴]
- تعداد پل‌های بزرگ این مسیر در باند رفت و برگشت  ۱۶ دستگاه به طول تقریبی ۱۳ کیلومتر می‌باشد.[۴]
- بیشترین شیب طولی مسیر: ۶٪
- کاهش ۳۵ درصدی مصرف سوخت نسبت به جادهٔ موجود.
- کوتاه شدن مسیر به میزان ۶۵ کیلومتر[۸]
- کاهش زمان سفر از ۴ به ۱/۵ ساعت[۸]
- افزایش ظرفیت عبور و حجم ترافیکی نسبت به جاده کنونی[۸]
- کاهش استهلاک وسایل نقلیه[۸]

## مسیر
|                            | جاده ۲۲ · شرق بطرف نوشهر-ساری-گرگان · غرب بطرف تنکابن-رامسر-رشت                                                |
| چالوس                      | |
| ایستگاه عوارضی چالوس       | |
|                            | جاده ۵۹ · شمال بطرف چالوس-نوشهر · جنوب بطرف مرزن‌آباد-کرج-تهران                                                 |
| در دست احداث               | |
|                            | جاده ۵۹ |
| در دست احداث               | |
|                            | جاده ۵۹ · شمال بطرف مرزن‌آباد-چالوس-نوشهر · جنوب بطرف گچسر-کرج-تهران                                            |
| تونل البرز                 | |
| استان مازندران استان البرز | |
| تونل البرز                 | |
|                            | جاده ۵۹ · شمال بطرف گچسر-چالوس-نوشهر · جنوب بطرف تهران                                                         |
| استان البرز استان تهران    | |
| ایستگاه عوارضی تهران       | |
| تهران                      | |
|                            | بزرگراه آیت‌الله مهدوی کنی شمال بطرف گچسر-نوشهر-چالوس غرب بطرف بزرگراه شهید خرازی-کرج شرق بطرف بزرگراه شهید همت |
| از جنوب به شمال            | |

## پیشینه

### پادشاهی پهلوی
آزادراه تهران-شمال یکی از پروژه‌های کشوری ایران است که طرح آن به دوران پادشاهی پهلوی و سال ۱۳۵۳ بازمی‌گردد. چنین آزادراهی، بخشی از آزادراه سراسری شمال-جنوب ایران در نظر گرفته شده‌است و به‌عنوان کوتاه‌ترین راهی که دریای مازندران را به خلیج فارس پیوند می‌دهد، در ترانزیت و ترابری منطقه برایش نقش بزرگی در نظر گرفته شد. در سال ۱۳۵۳ مطالعات ساخت آزادراهی از تهران به شمال ایران و شهر چالوس آغاز شد.

### جمهوری اسلامی

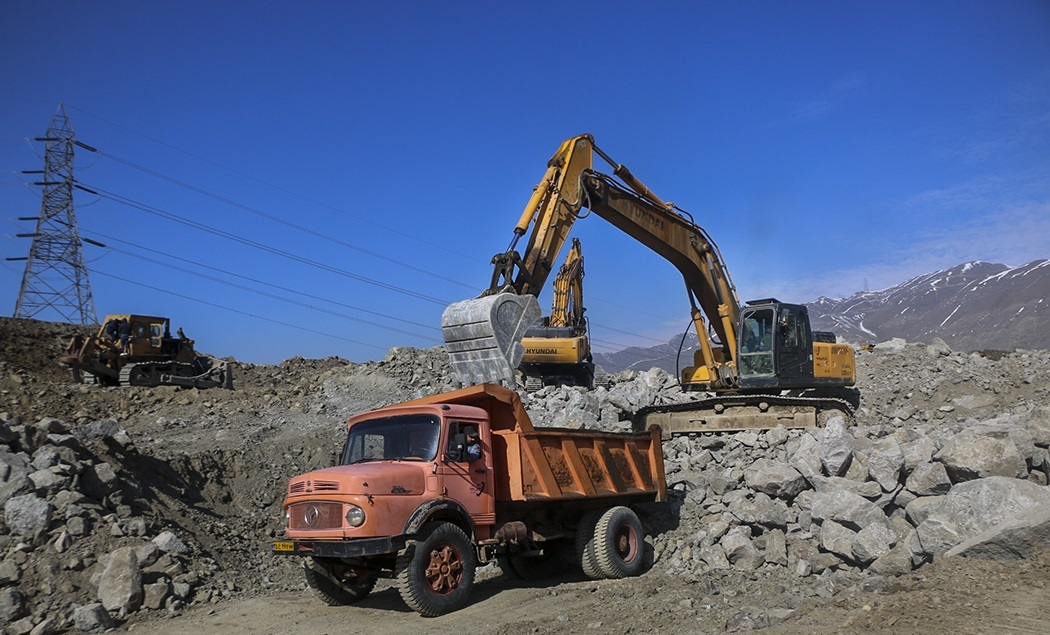
بخشی از آزادراه در دست ساخت

پروژه آزادراه تهران - شمال در سال ۱۳۷۳ در دولت هاشمی رفسنجانی به تصویب شورای عالی معماری و شهرسازی رسید و عملیات اجرایی آن از سال ۱۳۷۶ آغاز شد. کار ساخت ازادراه به دلایل گوناگون سالها مسکوت ماند.

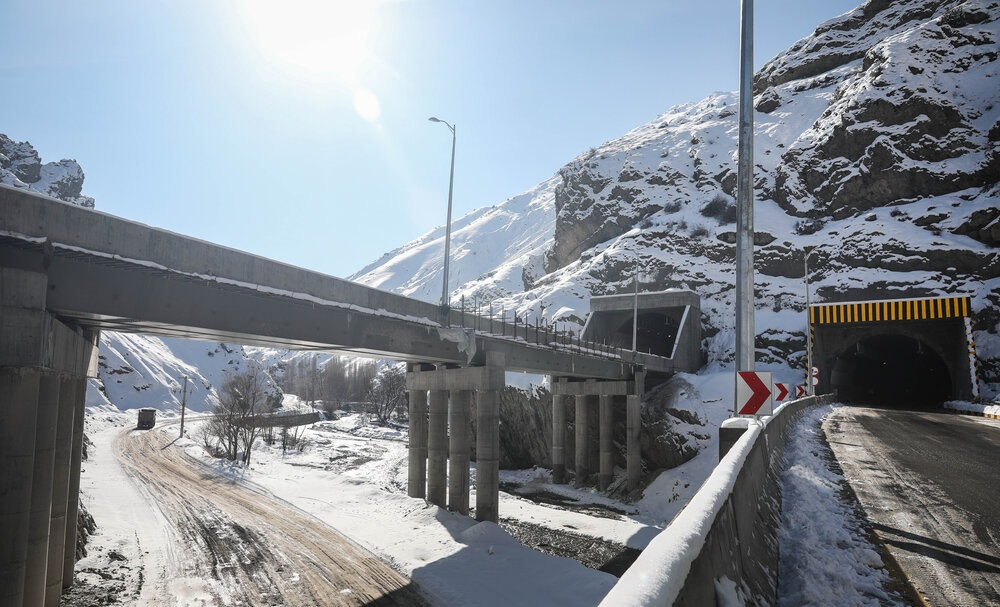
آزادراه در دست ساخت، سال ۱۳۹۸

به شکل کلی، این پروژه تا سال ۱۳۹۴ در اختیار پیمانکاران چین بوده‌است. پس از چینی‌ها نیز در دستان بنیاد مستضعفان انقلاب اسلامی و با عنوان «پیمانکاران ایرانی» بوده‌است؛ به گزارش بی‌بی‌سی فارسی، بنیاد مستضعفان، سرمایه‌گذار نیمی از آزادراه بوده‌است و نیم دیگر را نیز دولت ایران، با وزارت راه تأمین اعتباری کرده‌است. همچنین بنیاد مستضعفان انقلاب اسلامی، قرار شد برای بیست سال نیز عوارض این بزرگراه را در اختیار بگیرد. اینها در حالی است که حسن روحانی، رئیس‌جمهور ایران، گفته بود که «مردم بدانند که هر مقداری در اینجا پرداخت می‌کنند ما برای قطعه دوم صرف می‌کنیم».
در سپتامبر ۲۰۱۶ (۱۳۹۵) دو کارگر معترض آزاد راه تهران-شمال با شکایت کارفرمای پروژه، بازداشت شدند؛ این خبر پس از این بود که نزدیک ۷۰ تن از کارگران آزاد راه تهران-شمال، در اعتراض به پرداخت‌نشدن حقوقشان از نخستین دوره سال تا ماه شهریور، برای یک هفته، از کار کردن خودداری کردند.
رئیس‌جمهوری ایران، حسن روحانی در مراسم ۲۲ بهمن سال ۱۳۹۸ دستور بهره‌برداری آزمایشی از قطعه یک آزادراه تهران شمال را از تاریخ ۲۳ بهمن ۱۳۹۸ داد. چند روز بعد، در روز ۶ اسفند ۱۳۹۸، قطعه ۱ آزادراه تهران شمال رسماً گشایش یافت.
در ۱ خرداد ۱۴۰۰، هلال احمر از کشته‌شدن دو تن پس از ریزش تونلی در این آزادراه، در نزدیکی روستای کوشک شهرستانک گزارش داد.

#### ریزش بخشی از آزادراه در سال ۱۳۹۸

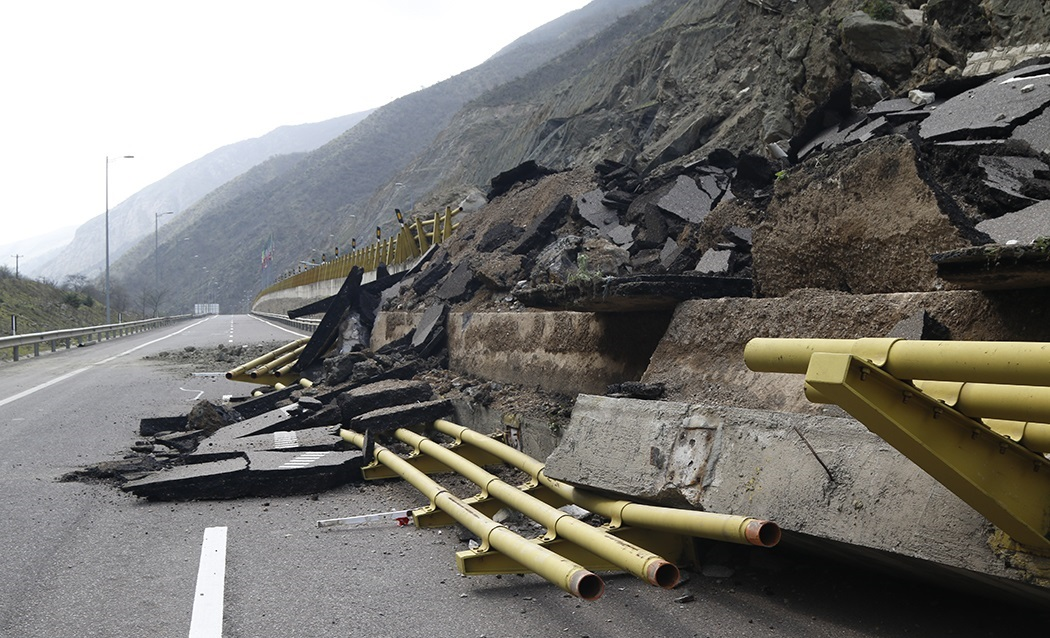
ریزش کوه در آزاد راه تهران - شمال، ۸ روز پس از افتتاح قطعه اول

در ۱۸ اسفند ۱۳۹۸ بخشی از آزادراه تهران-شمال فرو ریخت. معاون وزیر راه و شهرسازی ایران در گفت‌وگو با اقتصادآنلاین گفت: «در پی ریزش قسمتی از دیواره حافظ باند شمال به جنوب قطعه چهار آزادراه تهران-شمال در محدوده ازارک شهرستان چالوس، این محور مسدود شد». بر اساس گفته‌های او، حجم این ریزش‌ها بالا بوده و یک تیم برای بررسی به محل ریزش‌ها ارسال شده‌است. همچنین وی اعلام کرد که این ریزش‌ها به دلیل رانش زمین رخ داده‌است.

#### ۹٫۵ کیلومتر مسیر جدید در منطقه‌دوم آزادراه تهران- شمال
در تیر ماه ۱۴۰۰ معاون وزیر راه و شهرسازی از تکمیل ۹۷ درصدی تونل البرز واقع در منطقه دوم آزادراه تهران- شمال خبر داد و افزود: این تونل جاده‌ای به طول ۶٫۵ کیلومتر به همراه جاده‌های دسترسی به آن به طول ۹٫۵ کیلومتر به زودی افتتاح خواهد شد که در ۷ مرداد ۱۴۰۰ مسیر رفت تونل البرز به‌طور آزمایشی افتتاح شد.

### پیشینهٔ عوارض
بر اساس گزارش‌هایی از خبرگزاری‌های داخلی ایران، قطعه نخست این آزادراه به طول ۳۲ کیلومتر، در ۶ اسفند ۱۳۹۸ باز شد و عوارض این قطعه برای خودروهای سواری در روزهای عادی ۲۰ هزارتومان و در روزهای پیک و آخر هفته، ۳۰ هزار تومان تعیین شد و در حال حاضر این عوارض در روزهای عادی به ۳۰ هزار تومان و روزهای پیک و آخر هفته به ۴۰ هزار تومان افزایش یافته‌است. همچنین نرخ عوارض عبور برای وانت ۳۵ هزار تومان، مینی‌بوس ۴۰ هزار تومان و اتوبوس ۴۵ هزار تومان تعیین بود.

## محیط زیست
فعالان محیط زیست دربارهٔ ساخت این آزادراه، دارای دغدغه‌هایی جدی بوده‌اند؛ جای اجرای این پروژه با توجه به گفتهٔ ناصر محرم‌نژاد معاون سازمان حفاظت محیط زیست ایران (در دورهٔ دولت پنجم و ششم) نزدیک به ۴۰۰ هزار هکتار در مناطق حفاظت شدهٔ ایران را دربر گرفته‌است. از سوی دیگر، اثرهای این آزادراه بر جانوران کمیاب و در معرض انقراض ایران که در جنگل‌هایی در بلندی‌های البرز وجود دارند نیز از دیگر نگرانی‌های فعالان محیط زیست بود. برای ساخت این آزادراه همچنین بخشی از جنگل‌ها و کوه‌های پیرامون در جادهٔ چالوس، برش داده شد.
در خرداد ۱۳۹۲ اعلام شد که «خساراتی که احداث آزادراه تهران–شمال به جنگل‌ها به ویژه در منطقه چالوس وارد کرد، بالغ بر ده‌ها میلیارد است که شرکت پیمانکار هنوز آن را پرداخت نکرده‌است». همچنین در همین اعلامیه گفته شد که شرکت‌های ایران، نمی‌توانند پروژه را با تخریب کم محیط زیست، اجرا کنند. در سال ۱۳۹۶، قائم مقام سازمان جنگل‌ها، مراتع و آبخیزداری ایران نیز ساخت آزادراه تهران-شمال را برای محیط زیست و منابع طبیعی ایران، خسارت‌زا برشمرد و اعلام کرد که این پروژه، هیچ‌گونه ارزیابی زیست‌محیطی ندارد.

## نقدها و دیدگاه‌های پیرامون

### طولانی‌شدن پروژه
با توجه به تأخیر طولانی ساخت این آزادراه، نقدهای بسیاری نیز به دولت‌های دوران مختلف، انجام شده‌است و هر کدام نیز، چرایی‌هایی چون مشکل آب‌وهوای منطقه، مشکل در خرید زمین در مسیر آزادراه، نبود سرمایه‌گذار خارجی و در پایان، کارشکنی شرکای چینی اعلام کرده‌اند؛ تا جایی که فیلم‌های مستند مهمی چون مستند «آزادراه» به کارگردانی محسن خان‌جهانی که در بخش مستند جشنواره فیلم فجر حضور داشت.در مورد این موزه راه ساخته شد. مواردی که نشانی از مشکلات مدیریتی و وجود نداشتن اراده‌ای کافی برای پایان پروژه دانسته شده‌اند.

### مزاحمت برای مناطق مسکونی
در برخی از نقاط مسیر، میان آزادراه و منطقه‌های مسکونی، فاصله‌ای کم گذاشته شده‌است که آلودگی صوتی را برای چنین مناطقی، به همراه داشته‌است. در مسیر آزادراه تهران–شمال، گروهی از روستاهای کوهستانی و کوهپایه‌ای ایرانی نیز قرار گرفته‌اند که احتمال افتادن خودروها با توجه به نبود نشانه‌گذاری، وسایل ایمنی و حفاظتی در این مناطق آزادراه، باعث نگرانی اعلام شده‌است. به‌ویژه از نخستین دورهٔ دههٔ ۱۳۹۰، مردم روستاهایی از جمله «سنگان»، «سولقان»، «طالون» و «شهرستانک» که در کنار این پروژه خانه و سکونت داشته‌اند، با مسائل فراوانی روبرو شده‌اند. در گزارشی وابسته، اشاره شد که «رها شدن سنگ‌های چند تنی در بالادست یک روستا درست در بخش‌هایی که آزادراه از آن عبور می‌کند اهالی را نگران کرده‌است». در ادامه، همچنین توسط یک دهیار محلی اعلام شد که: «از مشکلات پیش از بهره‌برداری بگویم یا پس از آن. از بین رفتن میوه و محصولات باغداران یا خسارت‌هایی که به خانه‌های اهالی در زمان ساخت آزادراه وارد شد و همچنین آلودگی‌های صوتی و تجمع آب‌های سطحی که اکنون گریبانمان را گرفته‌است. ۶ کیلومتر از آزادراه تهران-شمال، از بالای روستای سنگان می‌گذرد… به سبب مهارنشدن اصولی آب‌های سطحی در این آزادراه، پس از بارش باران، آب، معابر اصلی و فرعی روستا را به رودخانه تبدیل می‌کند».

### کیهان لندن: «سفرهٔ دیگر جمهوری اسلامی برای چین»
کیهان لندن در گزارشی در سال ۲۰۲۱ با عنوان «سفرهٔ دیگر جمهوری اسلامی برای جمهوری خلق چین: پروژهٔ پولخوار و بی‌پایان آزادراه تهران- شمال» به این آزادراه پرداخت. این رسانه با چند اشاره به طولانی‌شدن پروژه، اعلام کرد که در دوران جمهوری اسلامی، ساخت آزادراه به «پروژه‌ای بی‌پایان برای پولخواری» تبدیل شد. این رسانه در بخشی دیگر، نوشت که در چنین شرایطی که در این دوره بوده‌است، چشم‌اندازی روشن برای پروژه وجود ندارد و در این مورد، اشاره داشت به اینکه مسائل محیط زیستی منطقه، در این آزادراه، از معادلات (توجه) حذف شده‌اند.

## نگارخانه

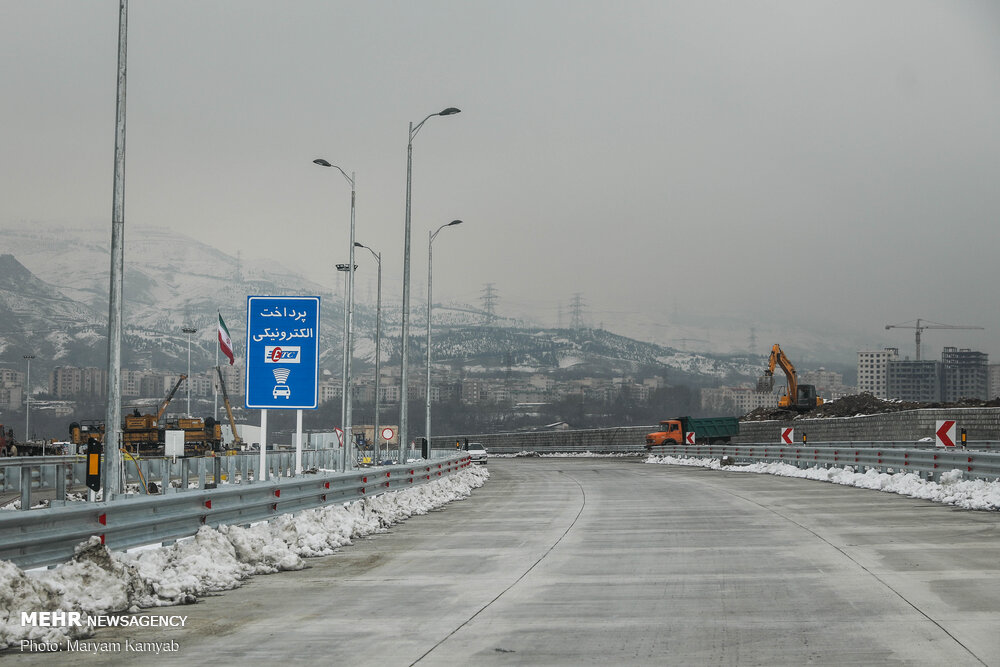
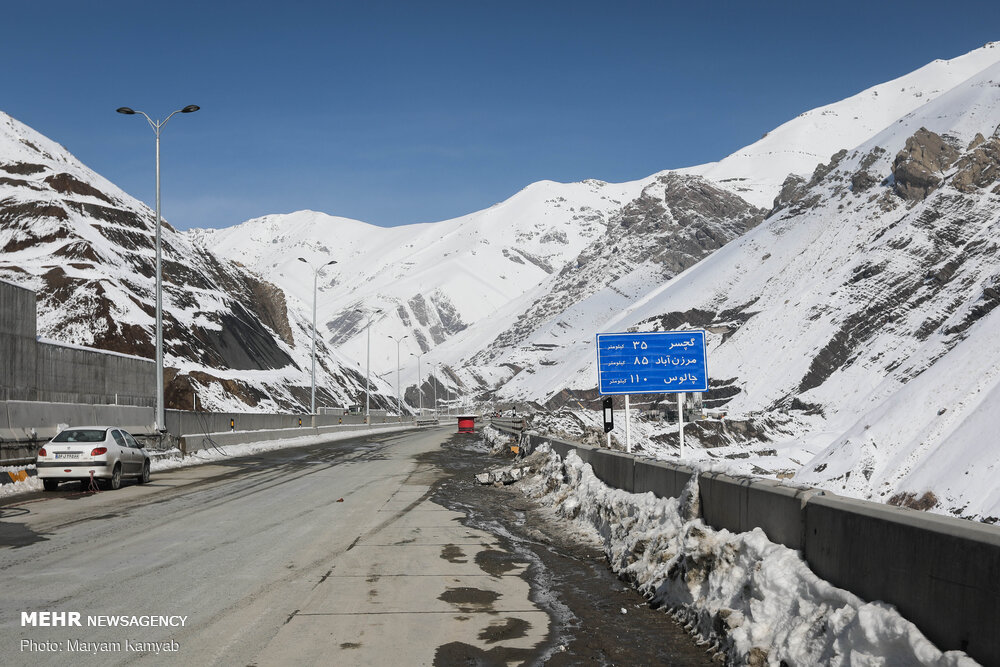
آزادراه تهران-شمال محدودۀ گچسر
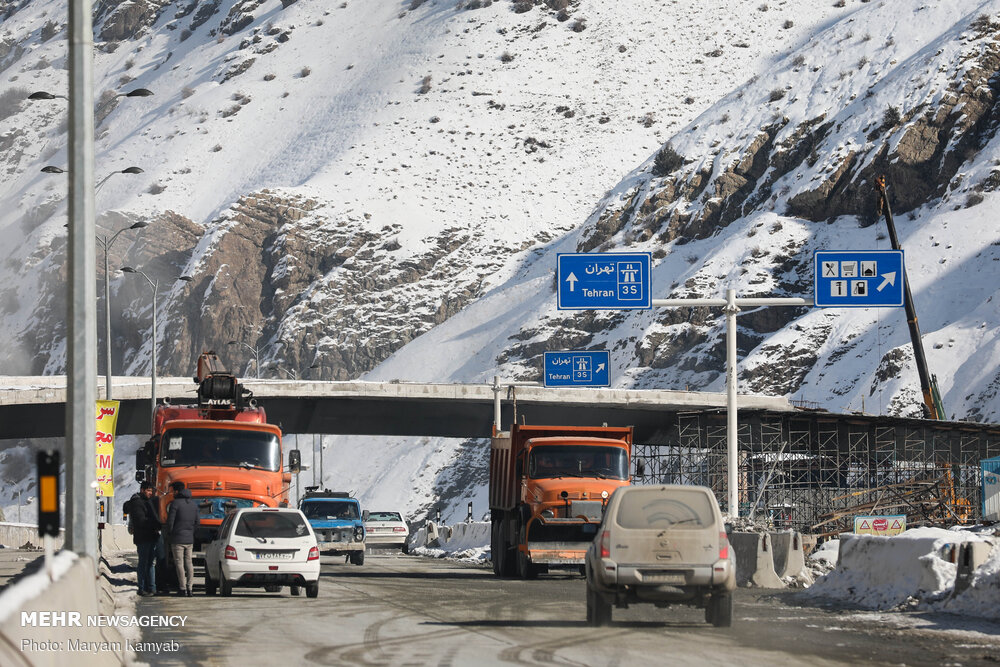
خروجی مجتمع خدمات رفاهی در آزادراه تهران-شمال
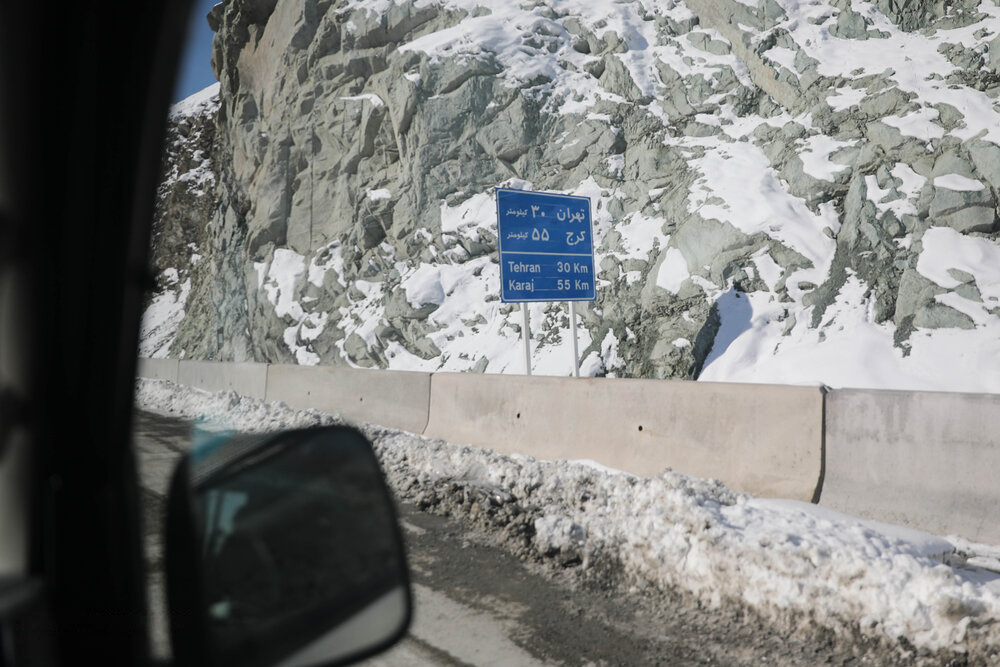
آزادراه تهران-شمال محدودۀ تهران
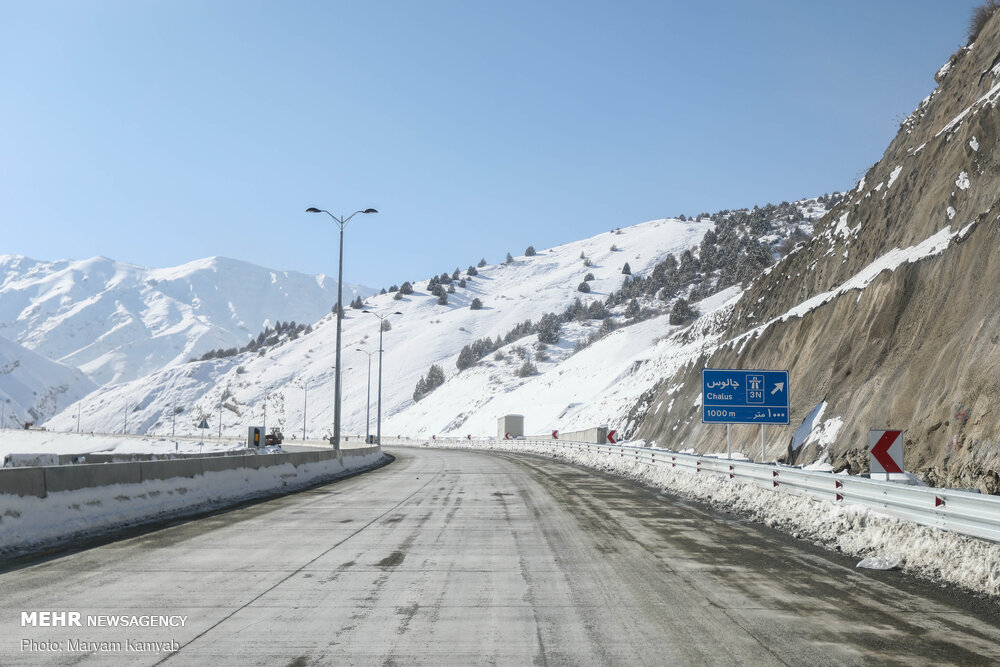
۱۰۰۰ متر تا خروجی جاده چالوس در آزادراه تهران-شمال
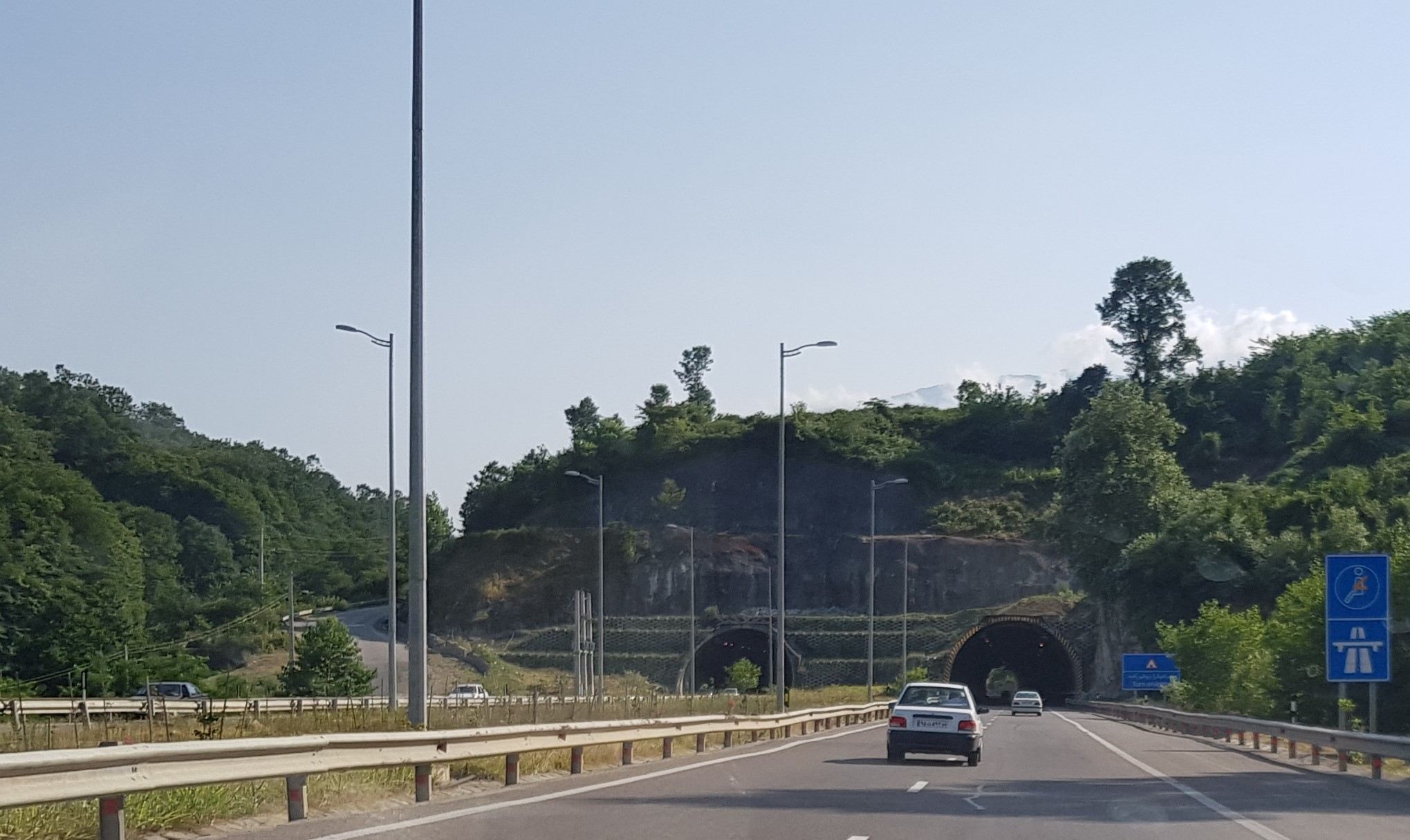
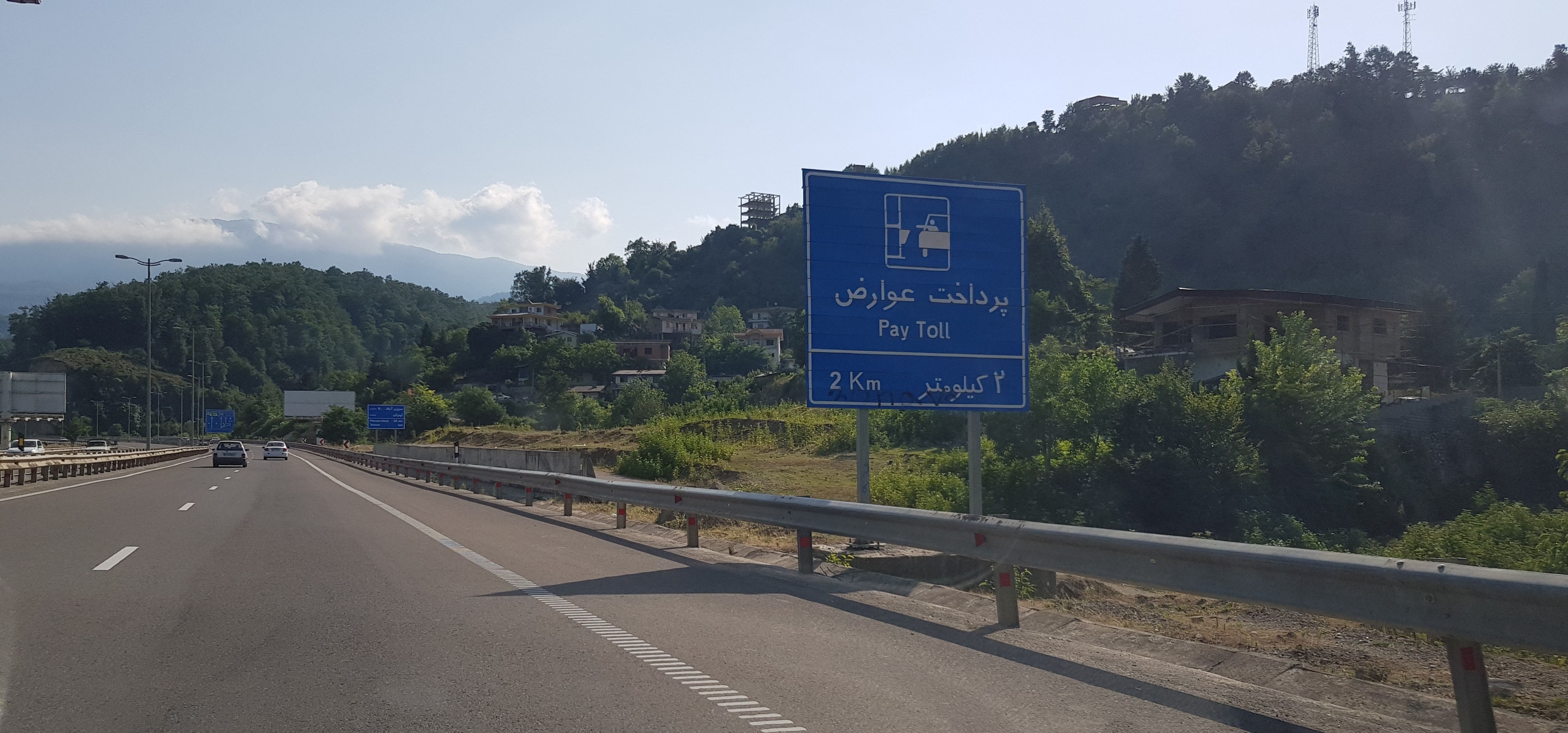
۲ کیلومتر تا ایستگاه عوارضی چالوس